# Kismayo
Kismayo   este un oraș  în  Somalia.